# The Raven (pel·lícula de 1935)

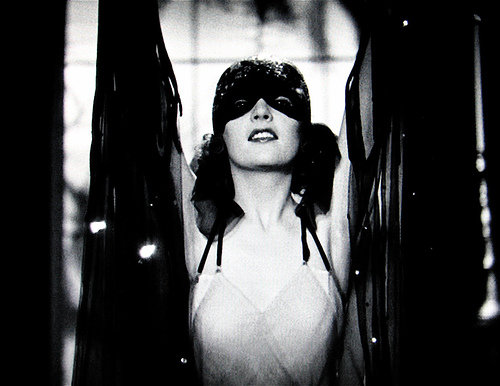
Irene Ware a la pel·lícula

The Raven és una pel·lícula de terror estatunidenca del 1935 dirigida per Louis Friedlander (qui va començar a acreditar-se com a Lew Landers l'any següent) i protagonitzada per Boris Karloff i Béla Lugosi. Anunciat com a "suggerit pel" poema del mateix títol dEdgar Allan Poe de 1845, fragments del qual es citen en alguns moments de la pel·lícula, va ser adaptat d'un guió original de David Boehm. Lugosi interpreta un neurocirurgià obsessionat amb Poe, que té una cambra de tortura al soterrani, i Karloff interpreta un assassí fugit de la policia que Lugosi manipula perquè faci la seva feina bruta.

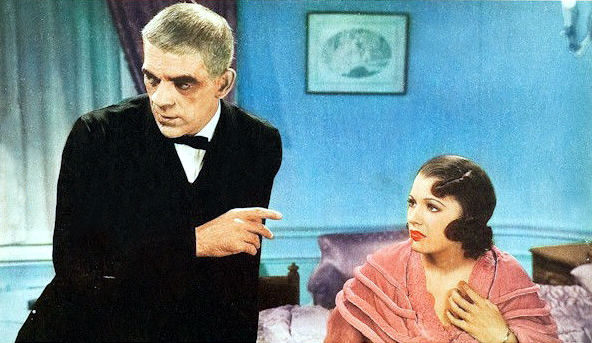
Escena colorida de la pel·lícula

## Trama
Després que Jean Thatcher, una jove ballarina, resulta ferida en un accident de cotxe, el seu pare, el jutge Thatcher, i el promès, el Dr. Jerry Halden, implora al neurocirurgià Dr. Richard Vollin, que ara només fa investigacions, que surti de la jubilació i realitzi una delicada operació de les seves arrels nervioses cranials. Vollin és insensible al sofriment humà i inicialment es nega a ajudar-la, però quan el jutge Thatcher li diu que, segons l'opinió dels seus antics col·legues de l'hospital, només ell pot realitzar l'operació amb èxit, la vanitat de Vollin el persuadeix perquè l'ajudi.

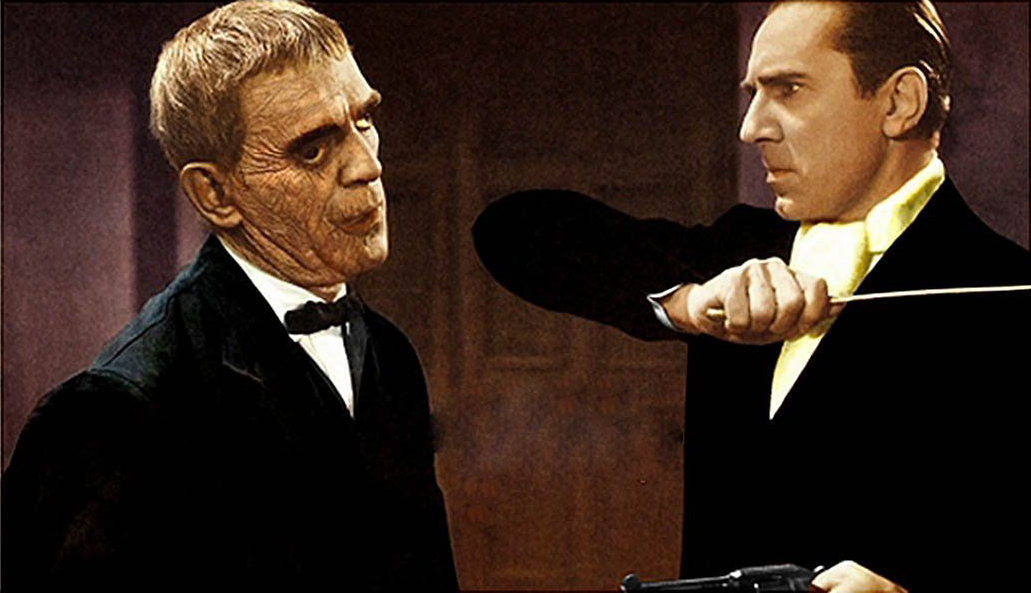
Tarjeta de la pel·lícula

Un mes després de l'operació, Jean s'ha recuperat i Vollin s'ha obsessionat amb ella. Ella està agraïda a Vollin per curar-la, així com per haver fet de Jerry el seu assistent, però quan Vollin li diu durant una revisió a la seva sala d'estar que va contractar en Jerry "per donar-li alguna cosa per substituir el que està perdent" ella evita la seva abraçada i dona una excusa per què ha d'anar.
Sabent que Vollin és un devot d'Edgar Allan Poe, Jean el sorprèn interpretant, mentre torna a l'escenari, un ball en solitari amb una recitació de "The Raven". El jutge Thatcher sospita que Jean pot estar enamorada de Vollin, així que visita el metge per dir-li que tingui cura de no conduir-la. Quan es fa evident que Vollin ja està enamorat de Jean, el jutge li diu a Vollin que no torni a veure en Jean perquè es casarà amb Jerry, que és molt més proper a la seva edat. Vollin respon que el seu anhel de Jean l'està distraient de la seva important tasca, així que el jutge Thatcher l'ha d'"enviar", però el jutge diu que està boig i se'n va.
Un home ve a Vollin demanant una cara nova. Vollin reconeix l'home com Edmond Bateman, un lladre de bancs que fuig després de matar dos guàrdies mentre s'escapava de la San Quentin, i diu que l'ajudarà a canvi d'un favor que impliqui tortura i assassinat, però Bateman respon que ja no vol viure una vida de violència i només va acabar en aquest camí després de ser anomenat lleig tota la seva vida. Vollin accepta millorar l'aspecte d'en Bateman, però en canvi desfigura la meitat de la cara de l'home danyant el seu setè nervi cranial, i Bateman se sotmet a Vollin de mala gana perquè el metge desfaci el procediment.
En contra de la voluntat del jutge Thatcher, Jerry persuadeix Jean perquè accepti una invitació per passar el cap de setmana a casa de Vollin amb alguns altres convidats, de manera que el jutge també assisteix. Tothom se sent incòmode al voltant de Bateman, que actua com a majordom de Vollin, però Vollin diu que va ser torturat per bandits àrabs durant la la guerra, i Jean li demana disculpes per haver tingut por del seu aspecte, sense saber-ho, estimant al criminal desfigurat. El jutge vol marxar mentre els convidats van a dormir, però Jerry i Joan es riuen de les seves preocupacions sobre Vollin.
A les onze, Bateman treu el jutge Thatcher de la seva habitació. Jerry sent els crits apagats del jutge i intenta ajudar, però Bateman el noqueja i porta el jutge al celler de Vollin, on Vollin ha construït i recollit diversos aparells de tortura, inclosos diversos inspirats en obres de Poe com "El pou i el pèndol". El jutge està lligat a una llosa mentre una fulla que trigarà 15 minuts a arribar a ell es balanceja a dalt, i Vollin acciona un interruptor per baixar l'habitació de Jean fins al celler.
En recuperar la consciència, en Jerry intenta trucar a la policia, però en Vollin desconnecta els telèfons i deixa caure les persianes d'acer per atrapar a tothom a la casa. Aleshores, Vollin porta en Jerry al celler i, a punta de pistola, l'obliga a ell i a Jean a entrar a una habitació. Quan Bateman s'assabenta que, a dins, les parets s'estan tancant i Jean aviat serà aixafat, obre la porta i Vollin li dispara mentre la parella s'escapa. En Bateman s'enfronta a Vollin, noquejant-lo, i arrossega el metge a l'habitació que es redueix, tancant la porta i començant les parets amb les últimes forces. Després que el jutge Thatcher sigui alliberat, els convidats, agraïts a Bateman pel seu sacrifici, se'n van tots a casa.

## Repartiment
- Boris Karloff (acreditat com a Karloff) com a Edmond Bateman, un lladre de bancs que fugia després de matar dos guàrdies mentre escapava de la San Quentin
- Béla Lugosi com a Dr. Richard Vollin, un neurocirurgià obsessionat amb Edgar Allan Poe
- Lester Matthews com el Dr. Jerry Halden, el promès de Jean
- Irene Ware com a Jean Thatcher, ballarina
- Samuel S. Hinds com el jutge Thatcher, el pare de Jean
- Spencer Charters com el coronel Bertram Grant,[a] El marit de la Harriet, que és un dels convidats de Vollin
- Inez Courtney com a Mary Burns, la dona de Geoffrey i amiga de Jean i Jerry, que és un dels convidats de Vollin.
- Ian Wolfe com a Geoffrey "Pinky" Burns, [a] el marit de Mary i amic de Jean i Jerry, que és un dels convidats de Vollin
- Maidel Turner com a Harriet Grant, la dona de Bertram, que és una de les convidades de Vollin
- Walter Miller com un dels metges de Jean (sense acreditar)
- Jonathan Hale com un dels metges de Jean (sense acreditar)
- Madeline Talcott com a infermera de Jean (sense acreditar)
- Arthur Hoyt com a Chapman, un representant d'un museu que vol comprar la col·lecció Poe de Vollin (sense acreditar)
- Cyril Thornton com el majordom de Vollin (sense acreditar)
- Raine Bennett com l'actor que recita "The Raven" durant el ball de Jean (sense acreditar)
- Al Ferguson com l'home que envia Bateman a Vollin (sense acreditar)

## Producció
Després de Murders in the Rue Morgue (1932) i The Black Cat (1934), The Raven va ser l'última d'un trio de pel·lícules de Poe Universal Pictures estrenada a la dècada de 1930. Entre les primeres La menció de la pel·lícula d'Universal va ser el juny de 1934, quan l'estudi va anunciar que Bela Lugosi havia signat un acord de tres pel·lícules, una de les quals seria The Raven. A Lugosi se li va pagar US$5.000 pel seu paper a la pel·lícula, i a Karloff se li va pagar 10.000 dòlars.
Entre l'agost de 1934 i el març de 1935, almenys set escriptors van treballar en el guió de "The Raven", que van presentar un tractament de 19 pàgines basat en poema de Poe que també contenia elements del curt de l'autor. història "The Gold-Bug". Una setmana després, Universal va anunciar que havia signat Chester Morris per a un paper a la pel·lícula, tot i que Morris no va aparèixer finalment a la pel·lícula final, i el tractament d'Endore no es va utilitzar. L'octubre de 1934, Michael Simmons i Clarence Marks van col·laborar en un tractament i va escriure un guió basat en això. Sembla que John Lynch i Dore Schary també van contribuir a un guió, però es desconeix si es va utilitzar el seu treball o no. L'antic escriptor de diàlegs de Warner Bros. David Boehm es va contractar llavors per escriure un guió i va lliurar tres guions de The Raven a Universal, i és l'únic guionista que apareix als crèdits de la pel·lícula completa.
El director Lew Landers (que encara portava el seu nom de naixement de Louis Friedlander) va ser contractat per supervisar el rodatge de 16 dies de la pel·lícula, que havia de començar el 20 de març de 1935. Quatre dies abans que comencés la producció, va tenir lloc una conferència entre Landers, la Production Code Administration (PCA) i executius d'Universal Studio per confirmar que no s’hi mostrarien escenes de l'operació a Batemen. La PCA també va revisar diverses fotografies de Bateman per determinar-ne la idoneïtat i, després d'estudiar el guió final del rodatge del 19 de març, va emetre una declaració escrita dient que "creiem necessari recordar-te que, a causa de l'absolut realisme de nombrosos elements de la teva història, corres el risc d'un horror excessiu". El rodatge es va completar segons el previst el 5 d'abril amb un cost de 115.209,91 $, que suposava 5.000 $ per sobre del pressupost.
Després d'un renovat interès per les pel·lícules de terror després de la reedició de Frankenstein i Dràcula el 1938, Universal va planejar un remake de The Raven amb Karloff i Lugosi.

## Llançament
The Raven va ser distribuït en cinemes per Universal Pictures el juliol de 1935.  Va ser prohibida a diversos territoris en el seu llançament inicial, inclosos la Xina, els Països Baixos i Ontario i la Columbia Britànica al Canadà, i, al Regne Unit, The London Times van publicar un informe sobre pel·lícules de terror, i The Raven en particular, el 4 d'agost de 1935, que deia: 
| « | Cada pel·lícula hauria de tenir un propòsit, preferiblement una alta. Qualsevol concentració d'assassinat per assassinat només pot matar les pel·lícules. Però és difícil especular sobre quina intenció, a part de l'estimulació d'un baix interès morbós, pot estar darrere d'una producció com "The Raven". […] Aquí teniu una pel·lícula d' "horror" per "horror". […] S'empara sota l'afirmació que s'ha inspirat en el geni d'Edgar Allan Poe. Ximpleries. Ni la història ni el tractament donen indicacions de cap control imaginatiu. | » |

 Dinou dies després, l'Associated Press va informar que The Raven seria l'última pel·lícula de terror aprovada pel Board of Film Censors. Els autors van assenyalar, però, que aquesta recepció no va alterar els plans d'Universal de tenir Karloff i Lugosi protagonitzant The Invisible Ray (1936), una pel·lícula que van descriure com a "decididament terroritzadora".

### Mitjans domèstics
La pel·lícula es va estrenar en DVD el 2005 com a part del conjunt "The Bela Lugosi Collection", juntament amb Murders in the Rue Morgue (1932),' 'The Black Cat (1934), The Invisible Ray (1936) i Black Friday (1940). El 2013 Altitude Film Entertainment va autoritzar la pel·lícula de Hollywood Classics (en nom d'Universal Pictures) per estrenar la pel·lícula en DVD al Regne Unit. Eureka Entertainment va estrenar la pel·lícula en Blu-ray el juliol del 2020 com a part de la seva col·lecció Masters of Cinema al conjunt "Tres adaptacions d'Edgar Allan Poe protagonitzades per Bela Lugosi", que també incloïa Murders in the Rue Morgue i The Black Cat.

## Recepció crítica
Una revisió contemporània a The New York Times escrita per Frank S. Nugent va declarar que "[si] The Raven és el millor que Universal pot fer amb un dels els millors escriptors d'històries de terror de tots els temps, llavors seria millor que llencessin els altres dos llibres de la seva biblioteca i s'adhereixin als pulps com a material argumental". Thornton Delehanty de The New York Evening Post va tenir una reacció similar, afirmant que la pel·lícula "no té més relació amb la font original que un ocell de peluix amb un elefant".
Dècades després de l'estrena de la pel·lícula, els autors del llibre Universal Horrors van declarar que "pocs dels clàssics de xoc universal vintage (a excepció de Dràcula)) han suportat tantes garrotades com aquesta pel·lícula mal concebuda", assenyalant que Karloff va ser mal interpretat i remarcant la qualitat no distingida de l'escriptura i la direcció.
Es va mostrar al programa MeTV Svengoolie el 3 de desembre de 2022.